# 足立義男
足立 義男（あだち よしお）は、日本の元アマチュア野球選手（投手）。

## 経歴・人物
大分商業高校ではエースとして活躍し。、1973年夏の甲子園県予選決勝に進むが日田林工高校に敗退し、甲子園への出場を果たすことができなかった。
高校卒業後は大分鉄道管理局に入社した。ここでも、エースとして、活躍し、左で142キロの速球派投手であった。1975年の第4回大分県支部選手権大会では、敢闘賞を受賞した。1975年のドラフト会議で阪神から1位指名を受けたが、熟慮した末に、チームに残留することを決めた。
その後も社会人で長く選手生活を送り、引退後もJR九州大分支社に勤務した。